# Валдеєво (присілок)
Валдеєво (рос. Валдеево) — присілок в Коноському районі Архангельської області Російської Федерації.
Населення становить 8 осіб. Входить до складу муніципального утворення Коноське сільське поселення.

## Історія
Від 2004 року входить до складу муніципального утворення Коноське сільське поселення.

## Населення
1. Н/Д[2]